# Mass in F Minor
Mass in F Minor (Msza w f-moll) – album amerykańskiej grupy rockowej The Electric Prunes, wydany w 1968. Zawiera cykl będący pierwszą na świecie mszą rockową. Mass in F Minor jest zaśpiewana po łacinie, a jej warstwa muzyczna nawiązuje do rocka psychodelicznego. Najbardziej znany fragment płyty – Kyrie Eleison – został wykorzystany w filmie Swobodny jeździec Dennisa Hoppera.   

## Lista utworów
1. Kyrie eleison 3:21
2. Gloria 5:45
3. Credo 5:02
4. Sanctus 2:57
5. Benedictus 4:52
6. Agnus Dei 4:29
7. Hey Mr. President* 2:49
8. Flowing Smoothly* 3:04

* Dodatek na reedycji na CD